# サウスライオン
サウスライオン（英: South Lyon）は、アメリカ合衆国ミシガン州オークランド郡の都市。人口は1万1746人（2020年）。デトロイト都市圏に含まれる。サウスライオンはオークランド郡の南西の角に位置しており、リビングストーン郡とウォッシュトノー郡と境界を接している。

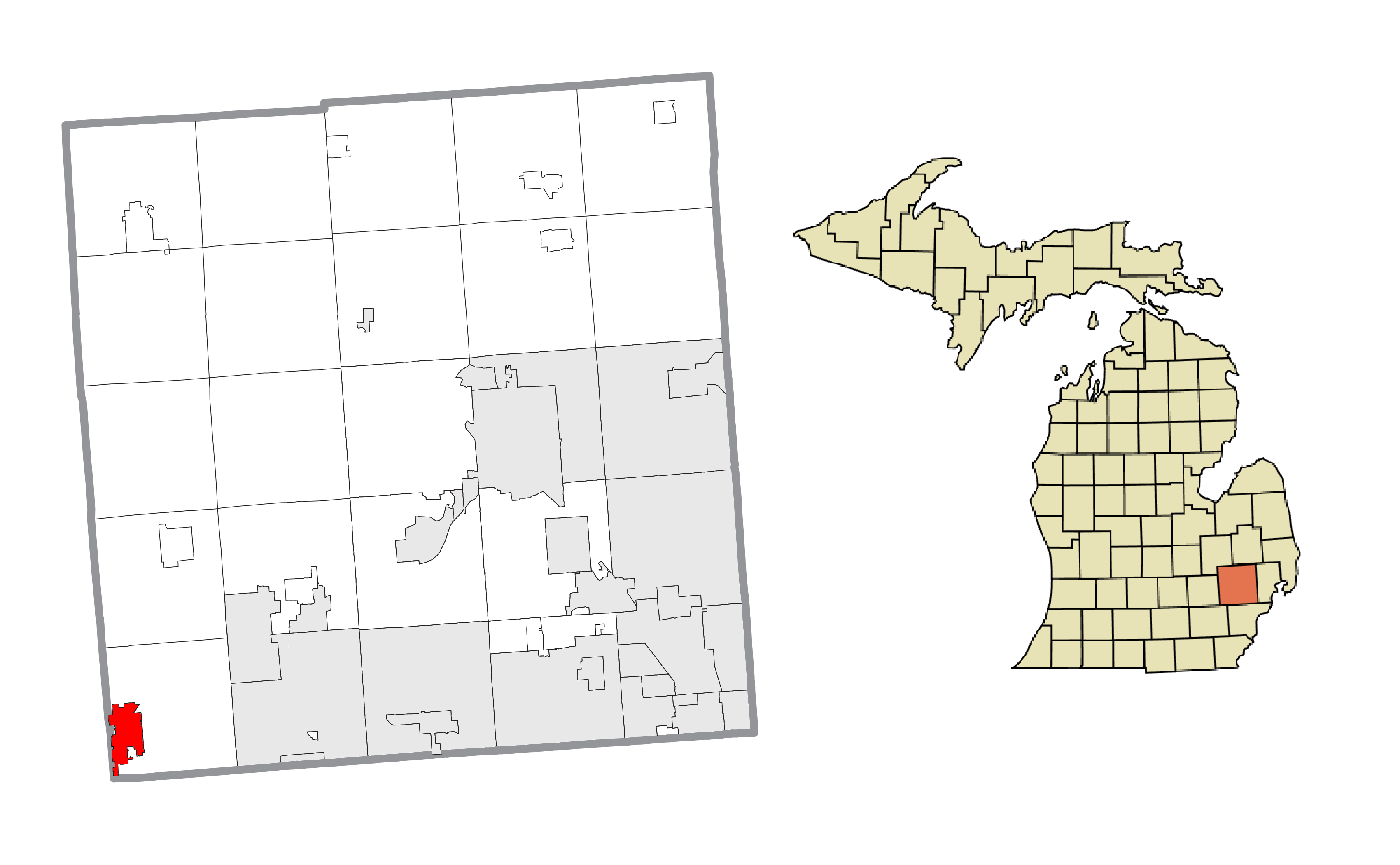
オークランド郡内の位置